# Sony Music
Sony Music Group (também conhecida apenas como Sony Music) é um conglomerado estadunidense do ramo de música, pertence à Sony Corporation of America, uma subsidiária do conglomerado japonês Sony Corporation. Desde 2016, é a segunda maior companhia da indústria fonográfica; forma, em conjunto com Universal Music Group e Warner Music Group, as três maiores empresas de música do planeta.
Entre os selos da Sony Corporation estão a CBS Records, Columbia Records, Jive Records, Century Media Records, Som livre ,Arista Records Records, Essential Records, Flicker Records, GospoCentric, Legacy Recordings, Masterworks, Sony Classical, Sony Music Latin, Sony Music España, Star Time International, Verity Recoreds, Volcano Entertainment, RCA Records, Epic Records e entre outros.
Paulo Junqueiro é o presidente da Sony Music Brasil e Bernardo Miranda é o diretor geral da Sony Music Portugal.
Em 17 de Julho de 2019, Sony anunciou que a Sony Music iria se fundir com a Sony/ATV Music Publishing para formar o conglomerado Sony Music Group.

## História
A Sony Music, antes de pertencer a Sony, foi originalmente fundada em 1888 como Columbia Phonograph Company.

Logotipo da Columbia Phonograph Company.

Logotipo da Sony Music (após a Columbia Phonograph Company).

Em 1938 a American Record Corporation (ARC), da qual a Columbia fazia parte, foi comprada pelo fundador do Columbia Broadcasting System (CBS) William S. Faley.
A Discos Columbia iniciou suas atividades no Brasil na década de 1930, na década de 1960, mudou de nome para Discos CBS, e a Sony Corporation iniciou suas atividades no país em 1962.
Em 1988/ 1989, a Sony Corporation comprou a CBS e a rebatizou como Sony Music Marketing Special, quatro anos depois.
Em 2002, foi lançada a Syco Entertainment, uma joint venture entre Simon Cowell, apresentador e produtor Inglês e a Sony Music Entertainment. A Syco Entertainment lançou artistas como One Direction, Paul Potts, JLS, Olly Mirs, Rebecca Ferguson e Leona Lewis, programas musicais como Got Talent e talent shows como The X Factor.
A Sony Music fundiu-se com a gravadora Bertelsmann Music Group (BMG), criando a Sony BMG Music Entertainment em 2004. A Sony BMG se tornou a maior gravadora do Brasil, com 28,6% do mercado e mais de 56 artistas nacionais. Em julho de 2009, a Sony Music investiu na Independent Online Distribution Alliance (IODA), uma empresa de distribuição digital para a comunidade de música independente global. Em maio de 2012, o IODA se uniu à The Orchand, distribuidora alternativa de vídeo, música e cinema. Após a junção, as empresas mantiveram o nome The Orchand e a Sony Music passou a adquirir 50% do grupo. No mesmo ano, a Sony Music em parceria com a Universal Music Group, o Google e a Abu Dhabi Media criaram a Vevo, um site de vídeos de artistas das gravadoras. No ano seguinte, a Sony Music foi patrocinadora oficial da Copa do Mundo FIFA de 2010 e lançou dois álbuns de trilhas sonoras, um com músicas nacionais e outro com músicas internacionais para a Copa das Confederações FIFA e a Copa do Mundo da FIFA. Em 2012, a Sony lançou o Som É Sony, plataforma social para música em parceria com a Sony Brasil. As informações e notícias sobre os artistas nacionais e internacionais da Sony Music foram disponibilizadas na plataforma, além de áudios, vídeos, conteúdos para download e promoções. A plataforma Som É Sony também irá fornecer disputas de videogames entre fãs e artistas.
A Sony Music também foi patrocinadora oficial da Copa do Mundo FIFA de 2014, e lançou a música oficial do evento, We Are One (Ole Ola), gravada pelo rapper Pitbull e as cantoras Jennifer Lopez e Cláudia Leite e o álbum oficial, One Love: One Rhythm. A Sony Music, em parceria com a FIFA, lançou o concurso mundial SuperSong, onde compositores enviaram suas composições para fazer parte da trilha sonora oficial da Copa do Mundo de 2014. A música vencedora do SuperSong, "Vida" foi escrita por Elijah King e gravada pelo cantor Ricky Martin. A canção vencedora foi incluída no álbum oficial da Copa do Mundo 2014. O vídeo da música "Vida", segunda música da Copa do Mundo de Martin, foi filmado no Brasil em março de 2014  e exibido em um especial de TV da Sony Pictures.
No mesmo ano, em 2014, a Sony Music Entertainment investiu 3 milhões de dólares na Shazam Entertainment, dona do Shazam, aplicativo de reconhecimento de músicas. A Sony Music possui artistas de diversos estilos musicais. Entre eles, Marina Sena, Bob Dylan, Shakira, Foo Fighters, Beyoncé, AC/DC, One Direction, Usher e Ricky Martin. A gravadora também já trabalhou com artistas como Michael Jackson e Elvis Presley. O maior sucesso da Sony Music foi o álbum Thriller, de Michael Jackson, que alcançou 100 milhões de cópias em todo o mundo.

## Day 1 Entertainment Brasil
A Day 1 Entertainment Brasil é uma produtora do grupo Sony Music e atua nas áreas de management e projetos especiais. A produtora também é encarregada em descobrir, investir e representar carreiras artísticas, músicas digitais e eventos. A produtora foi responsável pela vinda da banda Franz Ferdinand em 2010 no Brasil. No ano seguinte, em 2011, a Day 1 foi organizadora do Festival Telefônica Sonidos, festival de música brasileira e latina em São Paulo.

## Selo Digital
Em 2013, a Sony Music criou um selo de distribuição responsável pela distribuição dos álbuns dos artistas da gravadora exclusivamente em formatos digitais. Os álbuns e singles são lançados no iTunes, Spotify, VEVO, Google Play, entre outros serviços de música digital. O cast digital inclui projetos com a banda Gram e as duplas sertanejas Pedro Paulo & Alex e Hugo & Tiago. O Selo Digital também é responsável pela digitalização de catálogos antes não disponíveis em ambientes digitais. A banda Roupa Nova lançou pela primeira vez nas lojas digitais e no serviço de vídeos de música VEVO álbuns de sucesso como “RoupaAcústico”. (Wikipedia RoupaAcústico)